# Homoneura thalhammeri
Homoneura thalhammeri är en tvåvingeart som beskrevs av Papp 1978. Homoneura thalhammeri ingår i släktet Homoneura och familjen lövflugor. Inga underarter finns listade i Catalogue of Life.